# Andrew Leeds
Pour les articles homonymes, voir Leeds (homonymie).
Pas d'image ? Cliquez ici

a Compétitions nationales et continentales officielles uniquement.

b Matchs officiels uniquement.
 Andrew Jacob S. Leeds, né le 19 septembre 1964 à Sydney, est un joueur de rugby qui joue la plus grande partie aux postes d'arrière ou de centre en rugby à XIII. Il évolue également en rugby à XV au poste d'arrière, devenant international avec l'équipe d'Australie.

## Carrière

### En club
- Parramatta Two Blues (Sydney)
- Western Suburbs Magpies  (Sydney)
- Parramatta Eels

### En équipe nationale
Andrew Leeds dispute quatorze rencontres l'équipe d'Australie entre le 6 septembre 1986 contre les All Blacks et le  3 décembre 1988 contre l'Italie. Il inscrit 43 points, cinq essais, sept pénalités et une transformation.
Il dispute deux matchs de la coupe du monde de rugby 1987.